# Station Gronsveld
Station Gronsveld is een voormalig station aan spoorlijn 40 Maastricht-Eijsden-Luik ten westen van de plaats Gronsveld. Het station werd gebouwd in 1861 en is een van de oudste nog bestaande stationsgebouwen van Nederland.
Het station werd na de bouw in 1861 geopend, en op 15 mei 1938 tijdelijk gesloten. Na de oorlog werd het station op 1 juli 1945 weer geopend. De laatste sluiting vond plaats op 14 mei 1950.

## Verbouwingen
- In 1870 werd bij het station een retiradegebouwtje gebouwd.
- In 1902 werd de linkervleugel van het stationsgebouw in de lengte verdubbeld.

## Huidig gebruik
Het stationsgebouw is als een woning ingericht. Het gebouw is gerestaureerd.
Beek-Elsloo ·
Blerick · 
Bunde · 
Chevremont · 
Echt ·
Eijsden ·
Eygelshoven ·
-Markt · 
Geleen:
-Lutterade · 
-Oost · 
Heerlen ·
-Woonboulevard ·
Hoensbroek · 
Horst-Sevenum · 
Houthem-Sint Gerlach · 
Kerkrade Centrum ·
Klimmen-Ransdaal · 
Landgraaf · 
Maastricht ·
-Noord · 
-Randwyck · 
Meerssen ·
Mook-Molenhoek ·
Nuth · 
Reuver · 
Roermond ·
Schin op Geul · 
Schinnen · 
Sittard · 
Spaubeek · 
Susteren · 
Swalmen · 
Tegelen · 
Valkenburg · 
Venlo · 
Venray ·
Voerendaal · 
Weert
Voormalige stations: zie de lijst van voormalige spoorwegstations in Limburg (Nederland)
0,6: Luik-Vennes·
3,1: Luik-Cornillon ·
4,9: Bressoux ·
5,9: Jupille ·
8,0: Souverain-Wandre ·
8,8: Wandre ·
10,2: Château-de-Cheratte ·
10,9: Cheratte ·
12,0: Sarolay ·
13,0: Argenteau ·
13,4: Pont d'Argenteau · 
15,1: Sauvré ·
16,5: Pont-de-Visé ·
17,7: Wezet ·
Visé Haut ·
19,8: Eijsden ·
22,3: Maarland ·
24,1: Gronsveld ·
27,1: Heer ·
27,2: Maastricht Randwyck ·
28,8: Maastricht